# فرانسينا
فرانسينا (بالإنجليزية: Francine Fournier)‏ هي عارضة ومديرة (مصارعة محترفة) أمريكية، ولدت في 19 فبراير 1972 في ديلاوير في الولايات المتحدة.

## وصلات خارجية
- فرانسينا على موقع دبليو دبليو إي (الإنجليزية)
- فرانسينا على موقع CageMatch worker (الإنجليزية)
- فرانسينا على موقع عالم المصارعة على الإنترنت (الإنجليزية)
- فرانسينا على موقع عالم المصارعة على الإنترنت (الإنجليزية)

- فرانسينا على موقع IMDb (الإنجليزية)
- فرانسينا على موقع قاعدة بيانات الفيلم (الإنجليزية)